# Гершензон, Михаил Абрамович
Михаи́л Абра́мович Гершензо́н (8 июня 1900 — 14 августа 1942) — русский советский писатель, переводчик и литературный критик. Племянник литературоведа М. О. Гершензона.

## Биография
Родился 8 июня (по старому стилю) 1900 года в Одессе в семье педиатра Абрама Осиповича (Пинхасовича-Иосифовича) Гершензона и его жены Бейлы Гершензон. Окончил гимназию в Одессе, три года учился на естественном отделении Новороссийского университета. Увлёкшись литературой, в 1921 году поступил в ВЛХИ. По окончании в 1925 году был оставлен при институте для научной работы, вёл там практикум по строфике, подготовил к публикации книги «Композиция стихотворного материала» и «Теория художественного перевода» (в связи с закрытием ВЛХИ они остались неизданными). Член СП СССР с 1934 года. Работал редактором детской литературы в Госиздате, затем в Детгизе.

## Творчество и переводы книг зарубежных авторов
Опубликовал повесть «Робин Гуд» по мотивам средневекового английского фольклора, книгу занимательных задач «Головоломки профессора Головоломки», «Две жизни Госсека» о композиторе Франсуа Жозефе Госсеке и Великой французской революции.

Автор вольного перевода «Сказок дядюшки Римуса» Джоэля Харриса (1936), по поводу которого писатель Александр Етоев замечает: 
«Имя Михаила Абрамовича Гершензона можно смело ставить на обложку „Сказок дядюшки Римуса“ рядом с именем Джоэля Харриса. <…> Невозможно уже представить Братца Кролика, Братца Лиса, Матушку Мидоус, Братца Черепаху и других персонажей сказки иначе, чем они существуют у Гершензона».
 После войны вышла книга Гершензона, собранная вдовою писателя, основанная на его письмах и записных книжках «Год на войне».
Гершензон переводил также новеллы Вашингтона Ирвинга, детские повести Дхана Гопала Мукерджи, Жозефины Пири, Авг. Винифред Сэнфорд, Форрестин Хукер, редактировал перевод «Жизни насекомых» Ж.-А. Фабра.

## На фронтах Великой Отечественной войны
С июля 1941 года политработник, переводчик 8-й Московской стрелковой дивизии 5-й армии Западного фронта. 8 августа 1942 года был тяжело ранен в бою и вскоре умер в госпитале.
Гершензон, который пересказал в прозе баллады о Робине Гуде, был поклонником Байрона и Шелли как личностей. В 1942 году погиб в Великой Отечественной войне, погиб, как Робин Гуд. Он был военным переводчиком, то есть человеком совершенно мало военным, и когда был убит командир батальона, выбежал вперед, поднял револьвер или какое там оружие, сказал: «Вперёд, за мной!», и люди пошли за ним, солдаты. Он погиб как герой, успев написать своей жене слова о том, что он счастлив, что принял достойную смерть. Совершенно робингудовская романтическая ситуация. (Наталья Басовская)
Похоронен Гершензон в братской могиле в селе Никольское, Шаховского района Московской области (место перезахоронения 1983 года).

## Память
К 70-летию Победы и в год литературы в России управой района Восточное Измайлово и библиотекой 79 организована экспозиция в Измайловском парке, в рамках которой поставлена мемориальная табличка М. А. Гершензону.
В селе Никольское, на месте перезахоронения, в 2016 году потомками писателя установлен памятный знак и посажено дерево.

## Семья
Сын — Евгений Гершензон (1930—2001), физик, профессор МПГУ, лауреат Государственной премии СССР.
Внуки — физик, предприниматель Владимир Гершензон и физик Михаил Гершензон.

## Сочинения
- Веселый час : книга развлечений, самоделок, фокусов и затей : для сред. шк. возраста. М. : Детиздат, 1939.
- Гершеле Острополер : [водевиль] : либретто. М., 1940.
- Да здравствует Лефланшек! : повесть / рис. П. Алякринского.  М..; Л.., 1929 (2-е изд. — 1931, 4-е изд. — 1934).
- Две жизни Госсека : роман-биография / суперобл., переплет и ил. А. Гончарова. М. : Мол. гвардия, 1933 (переизд.: Две жизни Госсека. Робин Гуд / рис. Г. Калиновского ; предисл. Л. Кассиля. М. : Детская литература, 1968).
- Дедушка Джо. М.., 1935.
- Всезнайкины загадки / рис. А. Каневского. М..: Детиздат, 1936.
- Земляное яблоко. История картофеля. М..; Л.., 1940.
- Головоломки профессора Головоломки / рис. Л. Смехова. М..; Л.., Государственное издательство детской литературы Наркомпечати РСФСР, 1943.
- Конвейер лжи / рис. А. Каневского. М..: Молодая гвардия, 1931.
- Культурные дикари : [САСШ] / рис. В. Козлинского. М. : Газ. типогр. "Гудок", 1932.
- Летчик Мишка Волдырь  / рис. М. Михоэлис. М. ; Л.  : Госиздат, 1926.
- Морские дни : рассказ для детей среднего возраста / рис. А. Лаптева. М. : ОГИЗ : Мол. гвардия, 1931.
- 5.000 где, 7.000 как, 10.000 почему. Мастеру головоломок. М. : Типогр. им. Сталина, 1935.
- Рассказы американских ребят / рис. Фреда Эллиса. М. : Изд-во ЦК Мопр. СССР, 1934.
- Робин Гуд : ист. повесть / рис. В. Щеглова. М. ; Л. : Детгиз, 1940 (переизд.: Робин Гуд / рис. Г. Калиновского. М..: Детская литература, 1966).
- Степан Петрович Путаница : рассказ для детей сред. и ст. возраста / рис. Кукрыниксы. М., 1930.
- Товарищ Метр / рис. В. Алфеевского и Т. Лебедевой. М..; Л..: Госиздат, 1930.
- Только сколько : арифметические задачи-шутки / рис. Т. Д. Александровой. М. Детгиз, 1934.